# Глазго-Вілледж (Міссурі)
Глазго-Вілледж (англ. Glasgow Village) — переписна місцевість (CDP) в США, в окрузі Сент-Луїс штату Міссурі. Населення — 4584 особи (2020).

## Географія
Глазго-Вілледж розташоване за координатами 38°45′28″ пн. ш. 90°11′53″ зх. д. / 38.75778° пн. ш. 90.19806° зх. д. (38.757848, -90.198134).  За даними Бюро перепису населення США в 2010 році переписна місцевість мала площу 2,39 км², уся площа — суходіл.

## Демографія
Згідно з переписом 2010 року, у переписній місцевості мешкало 5429 осіб у 1736 домогосподарствах у складі 1337 родин. Густота населення становила 2271 особа/км².  Було 2001 помешкання (837/км²).
Расовий склад населення:
| - 81,8 % — чорних або афроамериканців - 15,5 % — білих - 0,1 % — корінних американців - 0,1 % — азіатів |

До двох чи більше рас належало 2,2 %. Частка іспаномовних становила 0,9 % від усіх жителів.
За віковим діапазоном населення розподілялося таким чином: 40,7 % — особи молодші 18 років, 52,0 % — особи у віці 18—64 років, 7,3 % — особи у віці 65 років та старші. Медіана віку мешканця становила 24,4 року. На 100 осіб жіночої статі у переписній місцевості припадало 78,1 чоловіків;  на 100 жінок у віці від 18 років та старших — 65,9 чоловіків також старших 18 років.
Середній дохід на одне домашнє господарство  становив 34 970 доларів США (медіана — 30 685), а середній дохід на одну сім'ю — 33 013 долари (медіана — 26 250). Медіана доходів становила 27 461 долар для чоловіків та 26 680 доларів для жінок. За межею бідності перебувало 35,6 % осіб, у тому числі 55,7 % дітей у віці до 18 років та 15,4 % осіб у віці 65 років та старших.
Цивільне працевлаштоване населення становило 1843 особи. Основні галузі зайнятості: освіта, охорона здоров'я та соціальна допомога — 35,8 %, роздрібна торгівля — 16,1 %, мистецтво, розваги та відпочинок — 15,0 %.